# Джил Болти Тейлър
Д-р Джил Болти Тейлър (на английски: Jill Bolte Taylor; родена на 4 май 1959) е американска изследователка – невроанатомка и публична лекторка.
Личният ѝ опит на мозъчен изследовател, преживял лично масивен мозъчен удар през 1996 г. и последвалите осем години на възстановяване, повлияват работата ѝ като учен в областта на изследванията на мозъка. Преживяването ѝ е в основата на книгата ѝ от 2006 г. My Stroke of Insight, A Brain Scientist's Personal Journey (неофициален превод на български: „Моето ударно прозрение: личното пътуване на един мозъчен изследовател“). Тя изнася първата лекция на TED конференция, която получава вирално разпространение в интернет, и след която книгата ѝ става бестселър на New York Times и е преведена на 30 езика.
Преди да получи удара на 37-годишна възраст научно-образователната подготовка на Болти Тейлър е свързана с постмортем невроанатомични изследвания на човешкия мозък и връзката им с шизофренията и някои тежки умствени заболявания. Изначалният ѝ интерес към материята се дължи на факта, че собственият ѝ брат още като млад е диагностициран с шизофрения.
На сутринта на 10 декември 1996 г. д-р Тейлър се събужда с осъзнаването, че изживява рядка форма на мозъчен удар, причинен от кръвоизлив в лявото полукълбо на мозъка ѝ, резултат от артериовенозна малформация. На 27 декември 1996 г. тя е подложена на тежка мозъчна операция в Масачузетската многопрофилна болница за отстраняването на съсирек с размерите на топка за голф, притискащ центровете на речта в лявата половина на мозъка ѝ.
Заради книгата си „Моето ударно прозрение“ и заради публичните лекции, които започва да изнася по темата за мозъчните удари, през май 2008 д-р Тейлър е обявена от списание Тайм за един от стоте най-влиятелни души на планетата за 2008 година. Книгата ѝ печели отличието „Книги за по-добър живот“ в областта на науката на Нюйоркската секция на Националното общество за множество склероза на САЩ, на церемония провела се на 23 февруари 2009 в Ню Йорк.
Болти Тейлър основава некомерсиалната организация Jill Bolte Taylor Brains, Inc., представлява Университетското училище по медицина на щата Индиана и е национален говорител на Центъра на мозъчно тъканно донорство към Харвардския университет.
Лекцията на Болти Тейлър от февруари 2008 г. на конференцията TED about her memory of the stroke се превръща интернет сензация, привличайки вниманието и интереса на зрители от целия свят. Това става второто най-гледано видео на TED лекция за всички времена. Следващото издание на книгата ѝ бързо се разпродава и става бестселър.
Впоследствие Болти Тейлър е гост на Шоуто на Опра Уинфри на 21 октомври 2008 г. В поздравителната си реч от 10 май 2009 година пред студентите в Университета Дюк, Уинфри взима един цитат от Болти Тейлър, а именно „Вие сте отговорни за енергията, която излъчвате“, с който насърчава студентите да поемат същата отговорност и в бъдещия си живот. Болти Тейлър е първата гостенка в „Сериите за душата“ на Опра.